# Lago Cerknica
El lago Cerknica es un lago intermitente cerca de Cerknica, en la región eslovena de Carniola Interior. Cuando se inunda, es el lago más grande del país. Está situado en la parte meridional del campo o ''polje'' de Cerknica. La superficie del lago puede alcanzar hasta 38 km² y el nivel de la superficie varía desde 546 a 551 metros sobre el nivel del mar.
El lago Cerknica es un importante ecosistema, especialmente importante como lugar de anidamiento para muchas especies de aves. Es por lo tanto un lugar que forma parte de dos áreas de protección de la red Natura 2000, y es el centro del Parque regional de Notranjska, que se extiende por áreas Natura 2000 adicionales en una región más amplia.

## Un lago intermitente
El lago de Cerknica se sitúa en una depresión de la meseta de caliza, también llamada Carso (Kras en esloveno, Karst en alemán), y muestra algunos rasgos extraordinarios de la región. En condiciones normales el lago cubre el área de aproximadamente 26 km² y tiene un promedio de 6.1 m de profundidad. En el lago hay muchas aperturas y una serie de embalses subterráneos y cavernas, también algunas que están más elevadas que los lagos que se encuentran en las colinas cercanas. En otoño, tras el seco período estival, el lago se vacía completamente. El agua corre hacia los embalses debajo del nivel del lago y su fondo se llena rápidamente de exuberante vegetación. En la estación de las lluvias fuertes se llenan los embalses circundantes más altos y el agua se descarga repentinamente en el lago, a través de pasajes subterráneos. De este modo se llena el lago e incluso inunda el terreno de alrededor. Sin embargo, los cambios de nivel del agua en el lago son bastante irregulares, provocando por ejemplo que a veces el lago no desaparezca durante varios años; también puede quedarse seco durante más de un año, como ocurrió en 1834-35. En el lago abunda el pescado; los peces desaparecen y vuelven con el agua.

## Menciones históricas

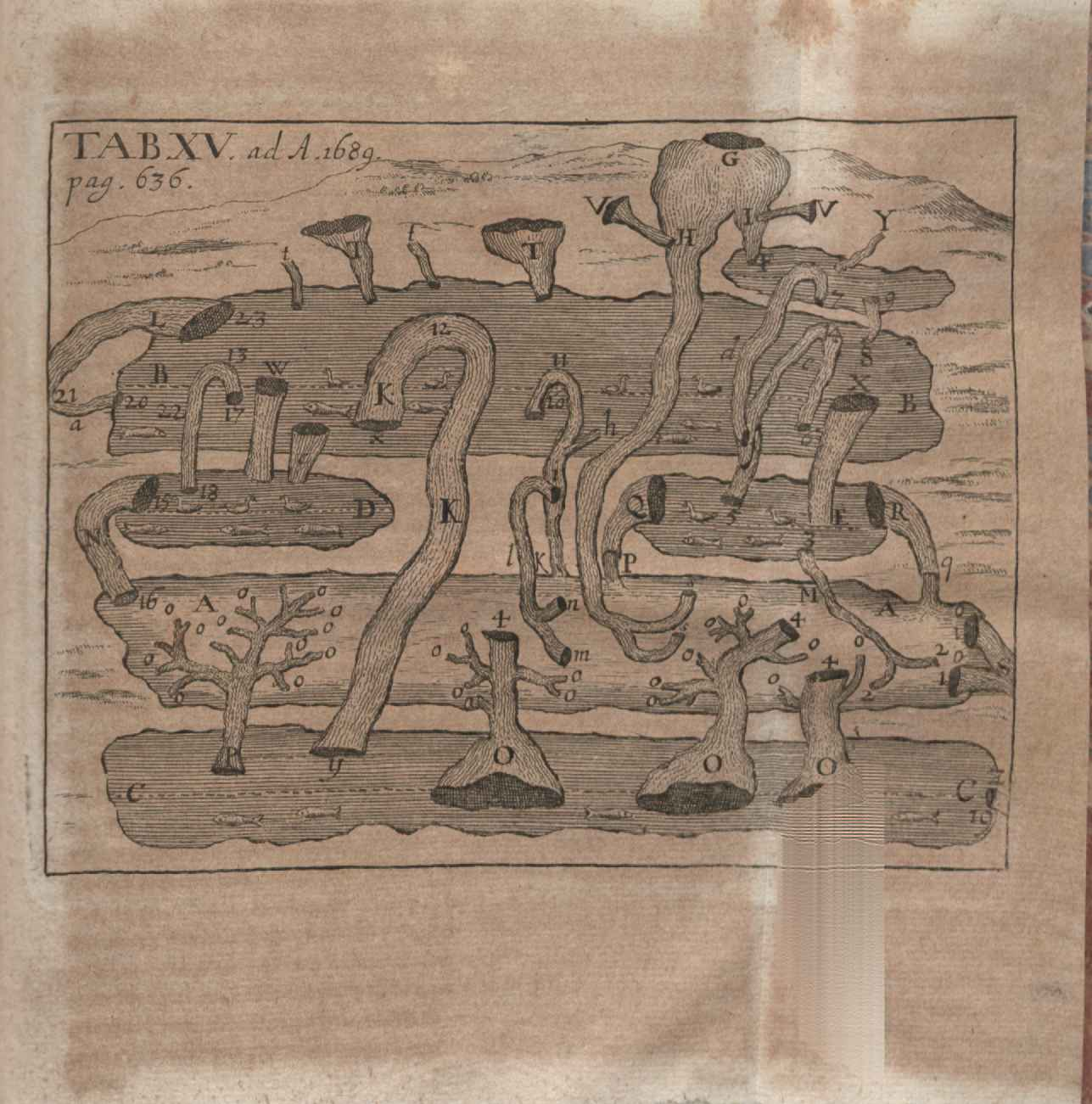
1689 grabados, Revista de Eruditos, Historia de la geología

En su libro Geographiká, el historiador y filósofo griego Estrabón ya menciona "pantanos llamados Lugeum" que se identifican con el lago de Cerknica. En el siglo XVII, Janez Vajkard Valvasor describió el lago en su carta a la Royal Society de Londres, más tarde publicada en Proceedings of the Royal Society, el periódico de la Sociedad. Valvasor propuso un modelo basado en un mecanismo de Descartes para vaciar y llenar el lago.